# Sverdlovska oblast
Sverdlovska oblast (rusko Свердло́вская о́бласть) je oblast v Rusiji v Uralskem federalnem okrožju. Na severu meji na republiko Komijem in Hanti-Mansijsko avtonomno okrožje, na vzhodu na Tjumensko oblast, na jugu na Kurgansko in Čeljabinsko oblast ter republiko Baškortostan in na zahodu na Permski okraj. Ustanovljena je bila 17. januarja 1934. Ime je dobila po Sverdlovsku, nekdanjem imenu Jekaterinburga med leti 1924 in 1991.